# HD37470
HD37470 — хімічно пекулярна зоря спектрального класу B8, що має видиму зоряну величину в смузі V приблизно  8,2.
Вона знаходиться у сузір'ї Оріона й розташована на відстані близько 865,1 світлових років від Сонця.

## Пекулярний хімічний вміст
Зоряна атмосфера HD37470 має підвищений вміст Si.

## Магнітне поле
Спектр даної зорі вказує на наявність магнітного поля у її зоряній атмосфері.
Напруженість повздовжної компоненти поля оціненої з аналізу
крил ліній Бальмера становить  155,6± 461,7 Гаус.